# Franskiljons
Franskiljons ('kleine Fransen', 'Fransmannekes') is een spottende benaming voor de elitaire bewoners van Vlaanderen en Brussel die het Frans hanteren als primaire taal.
Franskiljons gebruikten het Frans onderling en als huistaal en waar dat maar mogelijk was ook in het openbaar als voertaal. Zij maakten nooit meer dan 3 à 5 procent van de bevolking uit. Met het dienstpersoneel sprak men de plaatselijke Nederlandse spreektaal. Het fenomeen - versterkt door de onafhankelijkheid van België in 1830 en bijgevolg het zich afzetten tegen 'Holland' - deed zich vooral voor in de adel en de hogere klassen en vond navolging bij de burgerij die zich wilde spiegelen aan deze elite. Niet alleen in Brussel, Antwerpen, Gent, maar ook in kleinere steden als Aalst, Mechelen, Brugge, Kortrijk, Lier, Hasselt, Leuven en Tienen, en in de kustbadplaatsen (vooral Oostende) waar rijken hun villa's bouwden, deed dit fenomeen zich voor. Franskiljons maakten een voornaam deel uit van de hogere burgerij in Vlaanderen en ook in Brussel. Soms stamden zij uit een lager burgerlijk milieu dat zich had opgewerkt, of waaruit zij zich persoonlijk hadden opgewerkt. Hun voorkeur ging uit naar het Frans, waarin zij hun hogere opleidingen hadden gevolgd.
Franstaligheid in Vlaanderen was dikwijls een uiting van snobisme en niet zelden potsierlijk 'Frans met haar op'. Franstaligen maakten de financiële en maatschappelijke elite van België uit.

## Franstalige Vlamingen
De 19de- en vroeg-20ste-eeuwse Franstalige hogere burgerij in Vlaanderen was deels samengesteld uit Waalse ambtenaars, leden van de hogere clerus en van de rechterlijke macht, maar ook industriële ondernemers en grootgrondbezitters. Daarnaast sprak de Vlaamse adel en de hogere burgerij Frans en die keuze voor het Frans berustte vaak op ontzag voor de 'hogere' Franse cultuur en op afkeer van en misprijzen voor het Nederlands, dat als minderwaardig, en ook als een 'buitenlandse taal' werd beschouwd. Nederlands was bovendien door de Kerk verketterd als de taal van de protestanten en de officiële taal van 'Holland'. Voor de Franskiljons was het Frans een cultuurtaal van internationale allure die boven het Nederlands gebruikt diende te worden. Bekende figuren: politicus Charles Woeste, generaal Louis Bernheim, kardinaal Mercier, Henri & Jacques Pirenne. Charles De Coster (1827-1879), Emile Verhaeren (1855-1916), Maurice Maeterlinck (1862-1949) behorend tot de top van de wereldliteratuur, stelden zichzelf wel uitdrukkelijk voor als Vlaming. Andere Franstalige schrijvers in Vlaanderen: Georges Rodenbach (1855-1898), Georges Eekhoud (1854-1927), Marie Gevers (1883-1975), Michel de Ghelderode (pseudoniem van Adhemar Martens) (1898-1962), Max Elskamp (1862-1931), Françoise Mallet-Joris (1930-2016), Suzanne Lilar-Verbist (1901-1992), Liliane Wouters (1960). Jacques Brel (1929-1978) en anderen getuigden van minachting voor de Nederlandse taal.In de schilderkunst behoorden Fernand Khnopff (1858-1921), Théo Van Rysselberghe (1862-1926) en James Ensor (1860-1949) tot het Franstalige milieu.

## Franskiljonse burgerij
Van Franskiljons is sprake met betrekking op de van oorsprong Vlaamse burgerij die het Frans ging gebruiken als middel om zich te verheffen boven de kleine burgers, de boeren en de arbeidersklasse die het Frans niet machtig waren. Een voorspoedige loopbaan, stelde beheersing van het Frans als voorwaarde, en daarom stuurde de Vlaamse burgerij haar kinderen naar Franstalige 'pensionaten'. Pas na de jaren 70 van de 19e eeuw zou de veralgemening van het Nederlandstalige onderwijs, de taalwetten en de opkomst van een kleine burgerij en van intellectuelen een kentering komen. Met onderwijzers en lagere geestelijkheid (neerbuigend betiteld als 'les petits vicaires') trad er een zekere vernederlandsing op. Ook de vermindering van de rol van het Frans als internationale communicatietaal en de opkomst van Vlaamse ondernemers als Lieven Gevaert (1868-1935) speelden een rol.
De invloed van de Franssprekende burgerij - bourgeoisie - in de genoemde steden (behalve kernen in Gent, Antwerpen, Kortrijk, Oostende en vooral Knokke) nam vanaf de jaren 1970 af. Veel Vlaamse elitefamilies, dikwijls van jonge adel, gebruiken nog altijd het Frans als bewuste klasse-onderscheidende taal, zoals Saverys, Lippens, de Béthune, Bertrand, Emsens, de Spoelberch en Beauduin.

## Tweetaligheid
Bij de top van de Franstalige bourgeoisie in Vlaanderen doet zich een 'vernederlandsingsfenomeen tegenover de buitenwereld' voor, dat wil zeggen dat Frans onderling wel de voertaal blijft, maar in het publiek wordt Nederlands gesproken. De Association pour la Promotion de la Francophonie en Flandre (APFF) ijvert voor een tweetalig Vlaanderen en dient via de Démocrate Fédéraliste Indépendant (Défi) bij monde van Bernard Clerfayt en Damien Thiéry herhaaldelijk klachten in bij het Europees Hof voor de Rechten van de Mens wegens vermeende "discriminatie" van de Franstalige minderheid in dorpen van de Vlaamse Rand van Brussel.

## Brussel
Met de verfransing van Brussel, ingezet onder Oostenrijks bewind, heeft het gebruik van het Frans in die stad zich tot in alle sociale klassen doorgezet (verbeulemansing). De oorspronkelijke Brabantse volkstaal is dan ook in de verdrukking en met de sanering van de volkswijken, zoals de Marollen, deels verdwenen. Bepaalde volkswijken zijn veeltalig Frans-Arabisch geworden door de aanzienlijke immigratiestroom/bevolkingsexplosie die zich sinds 1980 heeft voltrokken. Een deel van de Franstaligen en ook van migrantenfamilies zijn hun kinderen op Nederlandstalige scholen gaan plaatsen, waar Frans als tweede taal wordt geleerd ter voorbereiding op tweetalige functies.